# Футбол на літніх Олімпійських іграх 1992
Футбольний турнір на літніх Олімпійських іграх 1992 було проведено в Іспанії. 
Турнір проводився тільки серед чоловіків. Кількість команд - 16. Вперше на цій Олімпіаді змагання проводились серед гравців до 23 років (Under-23).

## Переможці
|          | Золото        | Срібло       | Бронза     |
| Чоловіки | Іспанія (ESP) | Польща (POL) | Гана (GHA) |

## Бомбардири
7 м'ячів
- Анджей Юсковяк

6 м'ячів
- Кваме Айю

5 м'ячів
- Кіко

4 м'ячів
- Войцех Ковальчик